# Rav
Rav (em hebraico רב): "muito", "grande quantidade", também podendo significar "mestre", referindo-se àquele que possui muito conhecimento.

## A terminologiaRavna tradição judaica
Inicialmente, o termo foi utilizado para se referir aos estudiosos das academias rabínicas da Babilônia, em justaposição ao termo rabi, empregado na referência aos acadêmicos da Terra de Israel. Assim, pode-se identificar a origem e local de ordenação das diferentes autoridades talmúdicas: Aquiba - proveniente da Terra de Israel, enquanto Rav Yossef atua na Babilônia.
O termo também foi empregado no Talmud como sinônimo para Abba Ariḥa, rabino considerado o último dos tanaítas e primeiro dos amoraítas. Desta forma, ao apresentar a palavra Rav desacompanhada de um nome, o texto talmúdico está se referindo, automaticamente, ao Rav Abba Ariḥa.
Este termo é utilizado dentro do judaísmo para definir Rabinos de grande importância em uma determinada área de atuação, servindo como um título que significa "mestre" ou "aquele que detém grande conhecimento".

## A terminologiaRavna língua portuguesa
A gramática hebraica permite a combinação de qualquer substantivo com qualquer dos pronomes pessoais, através do sistema de declinações. Desta forma, rabi significa "meu mestre", enquanto rabênu (ou rabêinu, de acordo com a pronúncia asquenaze) significa "nosso mestre". Destas declinações surgiram as terminologias rabi e rabino, em língua portuguesa.